# المعبد المعلق

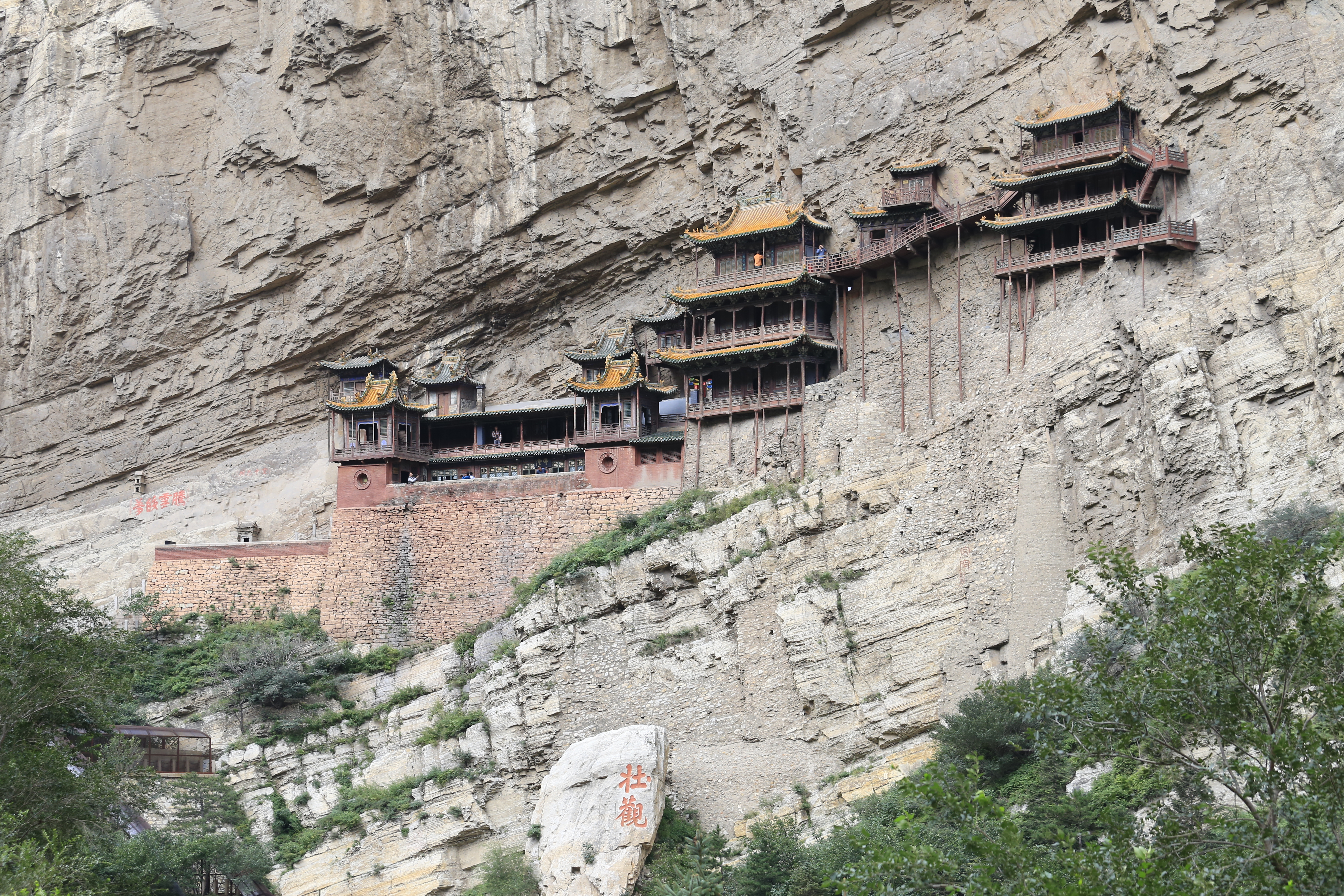
المعبد المعلق

المعبد المعلق ويسمى أيضاً الدير المعلق و معبد تشوانكونغ (بالصينية: 悬空寺) وهو معبد مبني على منحدر جبلي، قُرب جبل هينج في مقاطعة هونيوان في مدينة داتونغ في محافظة شانشي في الصين يبعد عن مدينة داتونغ 64 كلم شمال شرقها، على طول كهوف يونغانغ، هذا المعبد يزوره العديد من السواح وقد كانت تمارس في هذا المعبد الطقوس البوذية و الكونفشيوسية و الطاوية ويرجح بأن تاريخهُ يعود إلى 1600 عام، وفي ديسمبر 2010 تم إدراج هذا المعبد في مجلة التايم كأكثر 10 مواقع سياحية خطورة في العالم.